# حرائق غابات الجزائر 2022
حرائق غابات الجزائر 2022 هي حرائق غابات بدأت منذ بداية يونيو 2022، حيث شهد شرق الجزائر حرائق كبيرة التهمت مئات الهكتارات خاصة في منطقة الحدودية التونسية، وقد تسببت حرائق الغابات في شرق الجزائر حتى مساء يوم 18 أغسطس 2022 في مقتل 37 شخصًا وإصابة 228 شخص حسب آخر حصيلة للمديرية العامة للحماية المدنية (43 قتيلا لغاية 22 أغسطس)، وكذلك وجود عشرات المفقودين، وتسببت في قطع عدد من الطرق واقتراب النيران من بعض المدن. بالإضافة لإحراق عشرات المنازل، واحتراق غابات مثمرة وحيوانات مصدر رزق الأهالي. مع توقيف 13 شخصًا يشتبه في تورطهم بإضرام النيران.
وتمتد الغابات في الجزائر على مساحة 4.1 ملايين هكتار. ويشهد شمال البلاد كل سنة حرائق من هذا النوع، تتزايد بشدة بسبب التغيرات المناخية. وحسب قانون العقوبات الجزائري فإن عقوبات المتورطين في حرائق الغابات تصل 30 سنة سجناً وقد تصل السجن مدى الحياة في حال خلفت وفيات.

## التسلسل الزمني

### حرائق يونيو

#### ولاية سكيكدة
وفي منتصف شهر يونيو، شهدت ولاية سكيكدة بشرق البلاد حرائق غابات تسببت في وفاة شخصين، وأوقف شخص متهم برمي سيجارة أشعلت النيران في حقول قمح وأدت إلى مقتل متطوع بنوبة قلبية كان يحاول إخماد النار.
ففي 13 يونيو/ حزيران، «نشب حريق في مقبرة الشهداء بولاية سكيكدة، وتعرض أحد المواطنين المتطوعين لإطفاء النيران رفقة الحماية المدنية إلى نوبة قلبية أدت إلى وفاته»، حسب بيان للنيابة في محكمة سكيكدة، والتي فتحت تحقيقًا حول ملابسات الحريق، والذي توصل إلى أن اندلاع هذا الحريق راجع إلى رمي سيجارة من طرف أحد المواطنين هو المدعو (ع.م)، وحكمت عليه المحكمة في 16 يونيو بالسجن المؤقت، دون تحديد مدة معينة.

#### ولاية سطيف
مساء 26 يونيو، اندلعت الحرائق في الأحراج القريبة من بلدية حربيل، غربي سطيف، وكانت حصيلة الحرائق التي اندلعت في غابات بولاية سطيف 3 قتلى، واصابة 18 شخصا من جراء الحرائق. ويعد وهذا ثاني حريق كبير يتسبب بسقوط ضحايا منذ بداية الصيف في الجزائر المعروفة بمناخها الحار بين حزيران/يونيو وآب/أغسطس.

### حرائق أغسطس
منذ بداية أغسطس حتى 17 أغسطس، اندلع 106 حريق في الجزائر، ودمرت 800 هكتار من الغابات و 1800 هكتار من الأحراش. في عدة ولايات منها
- ولاية الطارف 31 حريق
- ولاية سوق أهراس 14 حريق
- ولاية قالمة 12 حريق
- ولاية بجاية 12 حريق
- ولاية سطيف 10 حرائق
- ولاية سكيكدة 10 حرائق
- ولاية قسنطينة 5 حرائق
- ولاية ميلة 5 حرائق،

أكدت الحماية المدنية اندلاع 26 حريقا في ثماني ولايات في يوم واحد (17 أغسطس)، منها 4 في سوق أهراس
في 19 أغسطس 2022، أعلن مسؤول في الحماية المدنية، أن السلطات الجزائرية المختصة قد تمكنت من السيطرة على كل الحرائق التي اجتاحت يومي الأربعاء والخميس مناطق حرجية وحضرية في شمال شرق الجزائر.
وقد فتحت وزارة العدل تحقيقاً لتحديد ما إذا كانت بعض الحرائق التي اندلعت  مفتعلة. حيث أشار بيان مكتب المدعي العام في سوق أهراس إلى أن قاضي التحقيق لدى محكمة سوق أهراس قد أمر بالحبس المؤقت لأحد المخربين في غابة بالقرب من هذه المدينة، وذلك بعد الاستماع إلى أقواله، كما أوقفت قوات الدرك ثلاثة رجال بالقرب من الطارف بتهمة إضرام النيران في محاصيل جيرانهم الزراعية.

#### ولاية الطارف
احترقت حافلة على مستوى الطريق الوطني «رقم 84 أ» الرابط بين القالة وعنابة بالضبط على مستوى قرية المالحة، واحتراق 10 أشخاص على متنها وكان مجموع الوفيات 24 حالة لغاية 17 أغسطس ثم ارتفعت ب4 قتلى آخرين لليوم التالي. وكان من بين الضحايا 11 طفلا وست نساء.
لغاية 18 أغسطس، سُجلت 33 حالة وفاة منهم 13 طفلا، 14 رجلا و 6 نساء في حصيلة أولية، تم التعرف على هوية 18 جثة منها.
سجلت الولاية 16 حريقا (17)، وأغلقت السلطات طرقا رئيسية في الولاية الحدودية مع تونس، ووجهت نداءات بعدم التوجه إلى المناطق القريبة من الحرائق أو معبر أم الطبول الحدودي مع تونس لحين إخماد الحرائق.
احترق أكثر من 10 آلاف هكتار في الحظيرة الوطنية للقالة الفريدة. ووصف رئيس مكتب الحماية والوقاية من حرائق الغابات، رشيدا بن عبد الله، حرائق مدينة القالة بـ«يوم القيامة»، وقال: «كنا نشعر بأن الأمور تسير تحت السيطرة، منذ أن بدأت الحرائق في المنطقة بالاندلاع فجرا يوم الثلاثاء، لقد تعودنا على التعامل معها ولم تكن تشكل خطورة، لكن الرياح هذه المرة غيرت المعادلة وأصبح من المستحيل السيطرة عليها حتى لو تم جلب أقوى عتاد الطيران لمكافحة الحرائق».

#### ولاية سطيف
17 أغسطس، توفيت امرأة وفتاة بمنطقة عين السبت بولاية سطيف. وهما امرأة في الـ58 من العمر، وابنتها ذات الـ31 سنة، متأثرتين بحروق بليغة. كما سجّلت الحماية المدنية في نفس الولاية إصابة شخصين آخرين بحروق.

#### ولاية قالمة
18 أغسطس، سجلت الولاية 10 حرائق، وسُجلت حالة وفاة واحدة في ولاية قالمة.
أكدت محافظة الغابات بولاية قالمة في منشور لها، بأن سبب الحريق الذي وقع في جبال كاف الريح، كان السبب الرئيس، حسب محافظة الغابات بولاية قالمة، هو وجود مفرغة عشوائية، تضم الكثير من المواد الملتهبة والزجاجات، وهو ما أدى إلى نشوب حريق في المفرغة نقلت لهيبها الرياح العاتية وأدت إلى حرق مئات الهكتارات التي انتقلت بسرعة فائقة إلى التجمعات السكانية، مما جعل بلدية بوحشانة التي تنتمي لها هذه الغابة شبه منكوبة.

#### ولاية سوق أهراس
في 17 أغسطس، أعلنت السلطات الجزائرية إجلاء 350 أسرة في ولاية سوق أهراس بسبب الحرائق المندلعة في الولاية.
في 18 أغسطس، سجلت ولاية سوق أهراس وفاة 5 أشخاص من عائلة واحدة ينحدرون من بلدية مداوروش، عُثر على جثثهم صباح هذا اليوم.

#### الحصيلة
| الولاية   | الوفيات | الوفيات | الوفيات | الإصابات | المرجع        |
| الولاية   | الكلي   | النساء  | الأطفال | الإصابات | المرجع        |
| --------- | ------- | ------- | ------- | -------- | ------------- |
| الطارف    | 33      | 6       | 13      |          | [ 20 ]        |
| سطيف      | 2       | 2       |         |          | [ 4 ] [ 7 ]   |
| سوق أهراس | 5       | 2       | 3       | 45       | [ 26 ] [ 27 ] |
| قالمة     | 1       |         |         | 2        | [ 19 ]        |
| المجموع   | 41      | 10      | 16      |          |               |

## ردود فعل السلطات الجزائرية
في 15 يونيو، استأجرت الجزائر طائرة إطفاء من طراز بيريف بي إي -200 من روسيا الاتحادية لمكافحة حرائق الغابات الطائرة لمدة ثلاثة أشهر، من 15 يونيو إلى 15 سبتمبر 2022.
في 17 أغسطس، قدم رئيس الجمهورية، عبد المجيد تبون، تعازيه الخالصة لعائلات ضحايا الحرائق التي مست بعض ولايات شرق الوطن، مؤكدا وقوف الدولة والتجند التام لمختلف المصالح لإخماد هذه الحرائق وذلك برسالة مفادها «على اثر الحرائق التي تشهدها بعض ولايات شرق الوطن والتي خلفت عددا من الضحايا في كل من ولايتي الطارف وسطيف, يتقدم رئيس الجمهورية, السيد عبد المجيد تبون, بتعازيه الخالصة والمواساة لعائلات الضحايا, متمنيا الشفاء العاجل للجرحى والمصابين».
في 18 أغسطس، وصل رئيس الوزراء أيمن بن عبد الرحمن، إلى ولاية الطارف الأكثر تضررا، وأعلنت وزارة العدل فتح تحقيق، و«أمرت النيابات المختصة بفتح تحقيقات قضائية ضد مجهولين حول هذه الوقائع للتأكد من مصدرها إن كان إجراميا وتحديد الفاعلين».

## ردود الفعل الدولية
- عبر رؤساء دول عربية  تونس و قطر و فلسطين، عن خالص التعازي في ضحايا الحرائق، معربين عن تضامنهم ومؤازرتهم وتعاطفهم  ووقوفهم إلى جانب الجزائر في هذه الظروف، مؤكدين ثقتهم في قدرة الجزائر وشعبها على تجاوز هذه المحنة.[32]

- البرلمان العربي: أعرب رئيس البرلمان العربي عادل بن عبدالرحمن العسومي عن خالص التعازي وصادق المواساة  للجمهورية الجزائرية الديمقراطية الشعبية، قيادة وبرلمانا وشعبا في ضحايا حرائق الغابات التي اندلعت بعدد من الولايات الجزائرية، وأسفرت عن عدد من الوفيات والمصابين.[33]
- عُمان : أعربت سلطنة عمان عن خالص تعازيها وصادق مواساتها للجمهورية الجزائرية الديمقراطية الشعبية، حكومةً وشعبًا، ولذوى الضحايا في حرائق الغابات التي شهدتها عددٌ من الولايات في شرق الجزائر.[34]
- السعودية : ملك السعودية وولي العهد يعزيان رئيس الجمهورية الجزائرية الديمقراطية الشعبية إثر الحرائق التي شهدتها عدة ولايات جزائرية وما نتج عنها من وفيات وإصابات.[35]
- الإمارات العربية المتحدة: أعربت وزارة الخارجية والتعاون الدولي الإماراتية عن خالص تعازيها ومواساتها إلى الحكومة الجزائرية وإلى أهالي وذوي الضحايا في هذا المصاب الجلل، وتمنياتها بالشفاء العاجل لجميع المصابين.
- فرنسا: أعرب الرئيس الفرنسي إيمانويل ماكرون عن تضامنه مع الجزائر على إثر حرائق الغابات التي شهدتها بعض ولايات الشرق الجزائري.[36]
- إيطاليا : وأعرب الرئيس الإيطالي سيرجيو ماتاريلا عن عميق تعاطفه وأكد للشعب الجزائري تضامن الشعب الإيطالي التام معه في هذه المحنة.[37]
- العراق : أعربت وزارة الخارجية العراقية عن تعازيها للجزائر في هذا المصاب الجلل، وأردفت في بيان لها: «نشارك أشقاءنا في الجزائر حكومة وشعبا حزنهم في هذه الأوقات، ونقدم تعازينا القلبية الصادقة، وخالص مواساتنا لعائلات الضحايا، وندعو لهم بالرحمة والرضوان، والشفاء العاجل للجرحى».[38][39]

## روابط خارجية
- صور وفيديو| عشرات القتلى ومئات المصابين في حرائق التهمت غابات الجزائر